# Заставе холандских провинција
Ова галерија приказује заставе 12 холандских покрајина:
- Застава Дрентеа (Drenthe)
- Застава Флејфоланд (Flevoland)
- Застава Фрисланда (Friesland)
- Застава Хелдерланда (Gelderland)
- Застава Гронингена (Groningen)
- Застава Лимбурга (Limburg)
- Застава Северног Брабанта (Noord-Brabant)
- Застава Северне Холандије
- Застава Оверејсела (Overijssel)
- Застава Утрехта (Utrecht)
- Застава Зејланда (Zeeland)